# Elli Medeiros

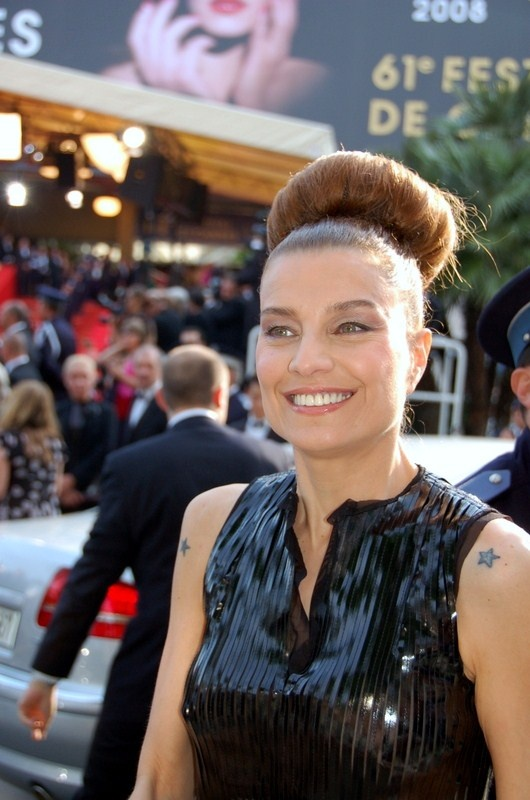
Elli Medeiros, 2008

Elli Medeiros (* 18. Januar 1956 in Montevideo) ist eine uruguayische Schauspielerin und Sängerin.

## Leben
Mit 14 Jahren zog Medeiros nach Paris. Wenige Jahre später brach sie die Schule ab und schloss sich der französischen Punkband Stinky Toys an. Nach deren Auflösung gründete sie mit dem ehemaligen Stinky-Toy-Mitglied Jacno das Electro-Pop-Duo Elli et Jacno. Zusammen brachten sie mehrere Alben heraus, darunter den Soundtrack zu Eric Rohmers Film Vollmondnächte. Im Jahr 1986 startete Medeiros eine Solokarriere und sang zudem für Étienne Daho die Back-up-Vocals einiger seiner Songs des Albums Eden.
Ferner spielte sie in einigen französischen Filmen mit, unter anderem in Produktionen der Regisseure Olivier Assayas und Philippe Garrel.

## Diskografie

### Alben
- 1977: Premier album (Polydor) Stinky Toys
- 1979: Deuxième album (Vogue) Stinky Toys
- 1980: Tout va sauter (Vogue) Elli & Jacno
- 1981: Inédits 77-81 (Celluloid / EJC / Vogue) Elli & Jacno
- 1982: Boomerang (Celluloid / EJC / Vogue) Elli & Jacno
- 1984: Les Nuits de la pleine lune (EJC/CBS) Elli & Jacno
- 1986: Bom Bom (Barclay)
- 1989: Elli (Barclay)
- 1994: Les Symphonies de poche – compilation de Elli & Jacno (Virgin)
- 1998: Best of Elli (Barclay)
- 2006: E M (V2)

### Singles
- 1977: Boozy creed (Polydor) mit den Stinky Toys
- 1978: Plastic faces (promo) (Polydor) mit den Stinky Toys
- 1980: Birthday party (promo) (Vogue) mit den Stinky Toys
- 1980: Main dans la main (Vogue) mit Elli & Jacno
- 1981: Oh là là (Celluloid / EJC / Vogue) mit Elli & Jacno
- 1983: Le téléphone (EJC/CBS) mit Elli & Jacno
- 1984: Les Nuits de la pleine lune (promo) (EJC/CBS) mit Elli & Jacno
- 1984: Chica chica bongo (EJC/CBS) mit Elli & Jacno
- 1986: Toi mon toit (Barclay)
- 1987: A bailar Calypso (Barclay)
- 1989: Vanille (promo) (Barclay)
- 1989: The wheel of time (Barclay)
- 2006: Soulève-moi (V2)

## Filmografie (Auswahl)
- 1977: Accelération Punk – Regie: Robert Glassmann
- 1979: Copyright – Regie: Olivier Assayas
- 1979: Simone Barbès und die Tugend (Simone Barbès ou la vertu) – Regie: Marie-Claude Treilhou
- 1980: Rectangle – Deux chansons de Jacno – Regie: Olivier Assayas
- 1982: Tokyo no yami (Laissé inachevé à Tokyo) – Regie: Olivier Assayas
- 1982: Das verheimlichte Kind (L’Enfant secret) – Regie: Philippe Garrel
- 1984: Vollmondnächte (Les nuits de la pleine lune) – Regie: Éric Rohmer
- 1986: Lebenswut (Désordre) – Regie: Olivier Assayas
- 1991: Petits travaux tranquilles – Regie: Stéphanie de Mareuil
- 1991: Paris erwacht (Paris s’éveille) – Regie: Olivier Assayas
- 1997: Tempête dans un verre d’eau
- 1998: Il suffirait d’un pont – Regie: Solveig Dommartin
- 1998: Ende August, Anfang September (Fin août, début septembre) – Regie: Olivier Assayas
- 1999: Derrière la porte – Regie: Marion Laine
- 1999: Pourquoi pas moi? – Regie: Stéphane Giusti
- 1999: Schöne Venus (Vénus Beauté (Institut)) – Regie: Tonie Marshall
- 2000: Mamirolle – Regie: Brigitte Coscas
- 2000: Paris, mon petit corps est bien las de ce grand monde – Regie: Françoise Prenant
- 2000: Jet Set – Regie: Fabien Onteniente
- 2002: Lulu – Regie: Jean-Henri Roger
- 2002: House Hunting – Regie: Christophe Rodriguez
- 2003: Rosa la nuit – Regie: Rosa Cornut
- 2005: Panorama – Regie: Marinca Villanova
- 2007: Der Tag, der alles veränderte (Après lui) – Regie: Gaël Morel
- 2008: Löwenkäfig (Leonera) – Regie: Pablo Trapero
- 2008: Made in Italy – Regie: Stéphane Giusti
- 2018: Mein Leben mit Amanda (Amanda) – Regie: Mikhaël Hers
- 2021: Azor
- 2024: Vivre, mourir, renaître